# Armando Marenzi
Armando Marenzi (Šibenik, 16. ožujka 1966.), bivši hrvatski nogometaš talijanskih korijena. Između ostalih, igrao je za HNK Šibenik, FK Spartak Subotica, FC Avignon, Panariakos, Panserraikos i HŠK Zrinjski. Danas je profesionalni nogometni trener. 
Marenzi je karijeru započeo u Šibeniku i igrao je za taj klub 25 godina (računavši mlade dane, nastupe u juniorima i kadetima), 1988. godine debitira u Prvoj saveznoj ligi, igravši za subotički Spartak. Poslije se opet vraća u Šibenik, koji igra u drugoj jugoslavenskoj, a od 1992. odlazi u Francusku u Avignon FC. Jednu sezonu provodi u Panargiakosu, u drugoj grčkoj ligi, zatim u PAE Panserriakosu u prvoj ligi potom se opet vraća u Šibenik. Godine 2001. dolazi u Hrvatski športski klub Zrinjski Mostar, u kojem je završio profesionalnu karijeru, 2003 godine. 
Armando Marenzi se cijelom razdoblju u kojem je nastupao za Zrinjski borio svojom odličnom igrom za plemićki dres, a sa svojim iskustvom pomagao je mladima koji su u to vrijeme igrali u Zrinjskom. Kao pravi vođa i kapetan Zrinjskog svojim suigračima je pomagao u svakom pogledu. U sezonama 2001./2002. i 2002./2003. bio je najbolji strijelac kluba. Prema navijačima bio je više nego korektan i često je u svojim nastupima kako na radiju tako i na televiziji hvalio Ultrase. To mu je donijelo trofej "Filip Šunjić - Pipa" najboljeg igrača Zrinjskog u sezoni 2002./2003. Premijer lige BiH. Navijački trofej za najboljeg igrača sezone se tada nazivao "Zrinjevac", a Marenziju ga je dodijelio tada istaknuti član Ultrasa, Filip Šunjić - Pipa. "Pipa" je tragično poginuo u prosincu 2003. godine, a 2004. godine trofej Zrinjevac je preimenovan u trofej "Filip Šunjić - Pipa". Tijekom igranja u dresu Zrinjskog, od navijača i simpatizera toga mostarskog kluba, dobio je nadimak "nebeski skakač".
Nakon što je završio s igračkom karijerom, posvetio se trenerskoj i posjeduje UEFA A trenersku licencu. Izrazio je veliku želju da jednog dana trenira Šibenik i Zrinjski, dva kluba u kojima je proveo svoju nogometnu karijeru.
Armandov otac Damir Marenzi također je bio nogometaš i jedan od legendi HNK Šibenika.